# Dekanat Suchań
Dekanat Suchań – jeden z dekanatów w archidiecezji szczecińsko-kamieńskiej.

## Parafie
- Barzkowice (pw. śś Apostołów Piotra i Pawła)
  - kościół filialny Golina
  - kościół filialny Sulino
  - kościół filialny Brudzewice
- Dobrzany (pw. św. Michała Archanioła)
  - kościół filialny Ognica
  - kościół filialny Bytowo
  - kościół filialny Krzemień
  - kościół filialny Szadzko
  - kościół filialny Odargowo
  - kościół filialny Kępno
- Marianowo (pw. Niepokalanego Poczęcia NMP)
  - kościół filialny Czarnkowo
  - kościół filialny Wiechowo
- Piasecznik (pw. św. Andrzeja Boboli)
  - kościół filialny Sławęcin
  - kościół filialny Radaczewo
- Suchań (pw. Matki Boskiej Nieustającej Pomocy)
  - kościół filialny Suchanówko
  - kościół filialny Modrzewo
  - kościół filialny Nosowo
  - kościół filialny Słodkowo
  - kościół filialny Sadłowo
  - kościół filialny Słodkówko
  - kościół filialny Żukowo
- Wapnica (pw. św. Jana Kantego)
  - kościół filialny Sicko
  - kościół filialny Sokoliniec

## Funkcje w dekanacie
- Dziekan: ks. mgr Arkadiusz Grzelak
- Wicedziekan: ks. dr Bogusław Kozioł TChr
- Ojciec duchowny: vacat